# 유카 & 크로노십
유카 & 크로노십(Yuka & Chronoship, ユカ・アンド・クロノシップ)는 일본의 프로그레시브 록 밴드이다. 팬들은 유카쿠로라는 애칭으로 부른다.

## 요약
2009년 건반, 보컬의 후나코시 유카(船越由佳)와 기타 미야자와 타카시(宮澤崇), 베이스 타구치 슌(田口俊), 드럼 타나카 잇코(田中一光)가 결성했다.
2011년 프랑스 무제아에서 1집「 Water Reincarnation 」을 냈다. 2013년에는 로저 딘이 로고를 맡아준 2집 「 DINO ROCKET OXYGEN 」을 냈다. 2015년에 체리레드 레코드에서 3집「 The 3rd Planetary Chronicles」을 냈다. 소책자 디자인은 만화가 小田ひで次가 맡았다.
2018년 NEXUS 레이블에서 4집 SHIP을 발표했다. 이 앨범에 수록된 Tears Of Figurehead에는 커브드 에어의 소냐 크리스티나가 참여했다. Did You Find A Star는 존 웨튼이 참여할 예정이었으나 녹음 전에 사망했다.

## 음반
- 『Water Reincarnation』（2011年、ムゼア）
- 『DINO ROCKET OXYGEN』（2013年、ムゼア）
- 『The 3rd Planetary Chronicles（第三惑星年代記）』（2015年、ムゼア/チェリー・レッド・レコード）
- 『SHIP』（2018年、チェリー・レッド・レコード/キングレコード）